# Dicranomyia (Zelandoglochina) laterospina
Dicranomyia (Zelandoglochina) laterospina is een tweevleugelige uit de familie steltmuggen (Limoniidae). De soort komt voor in het Australaziatisch gebied.